# Aanrecht

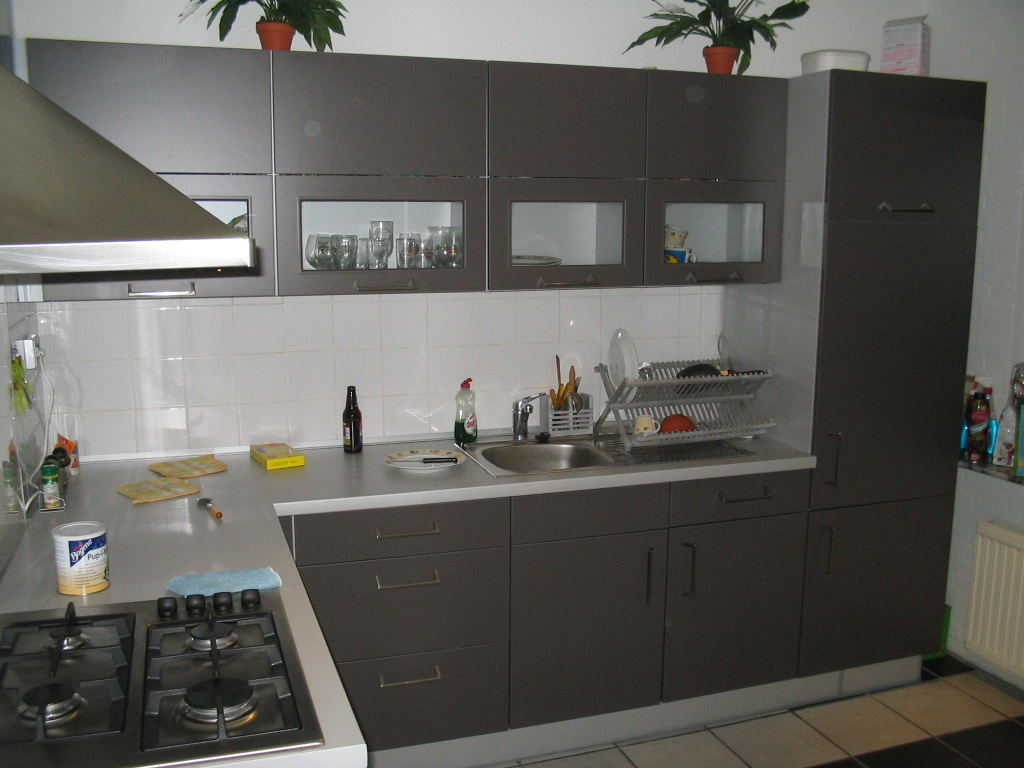
Aanrecht in een moderne keuken

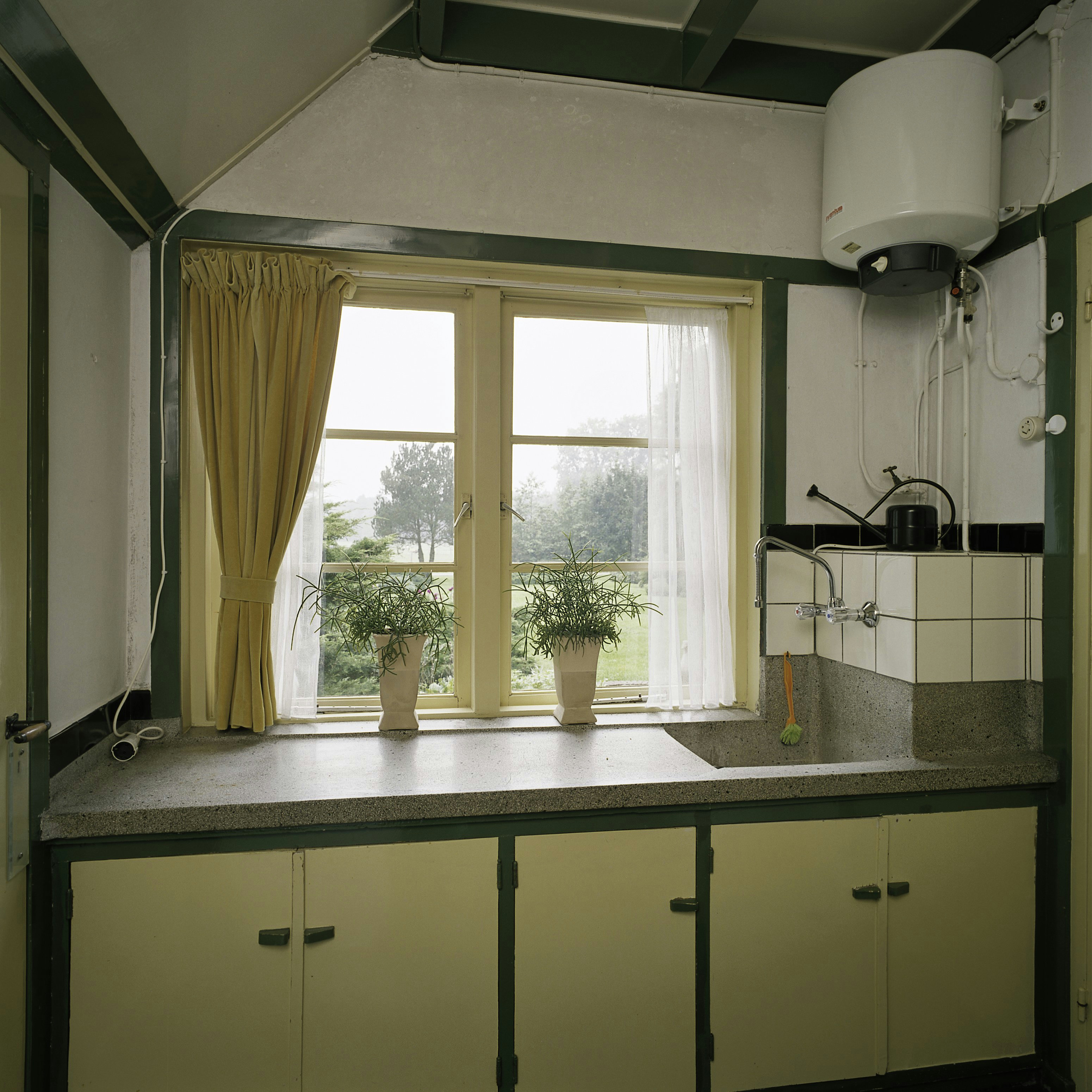
Aanrecht van granito in een ouderwetse keuken

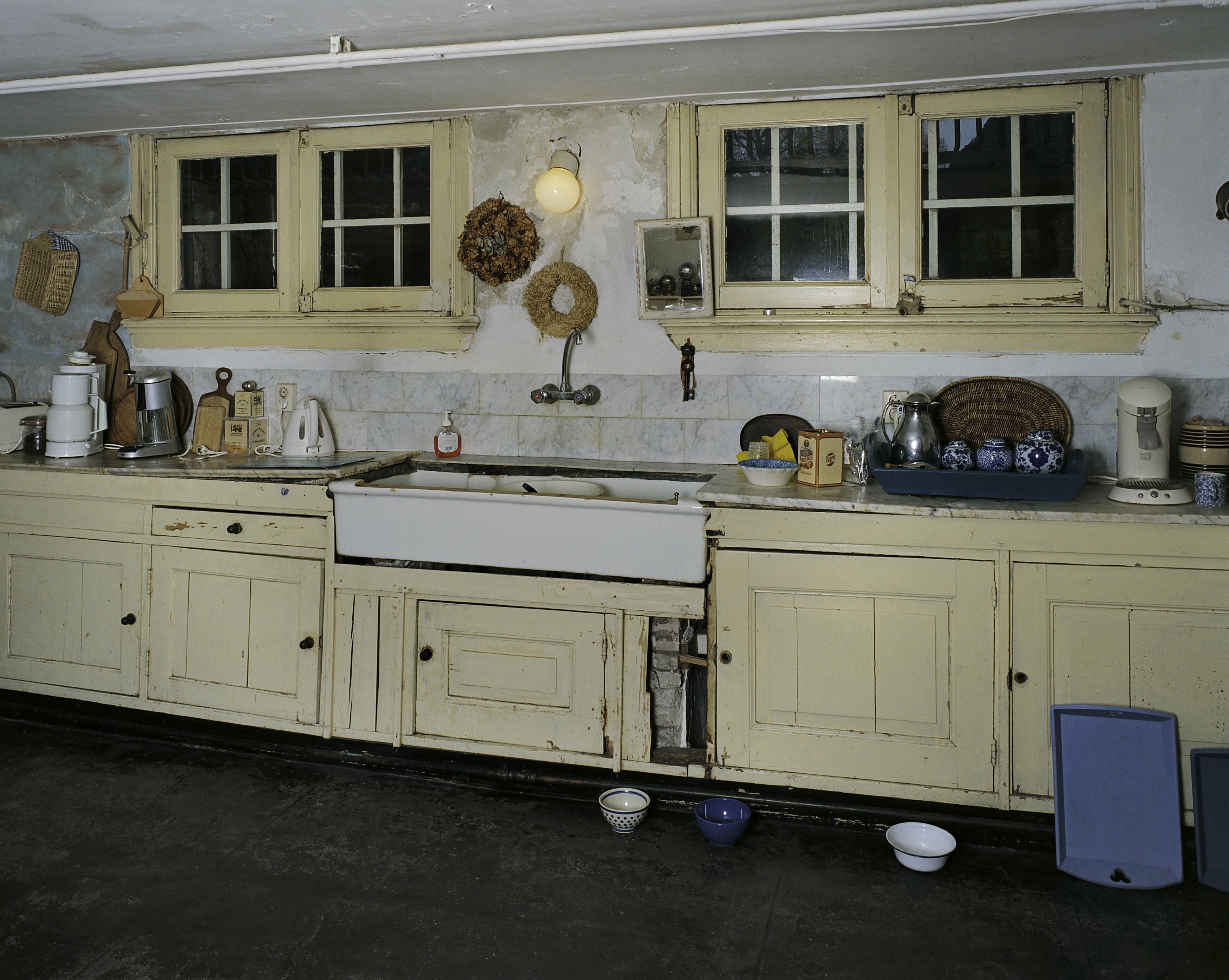
Spoelbak en dubbel aanrecht in een ouderwetse keuken

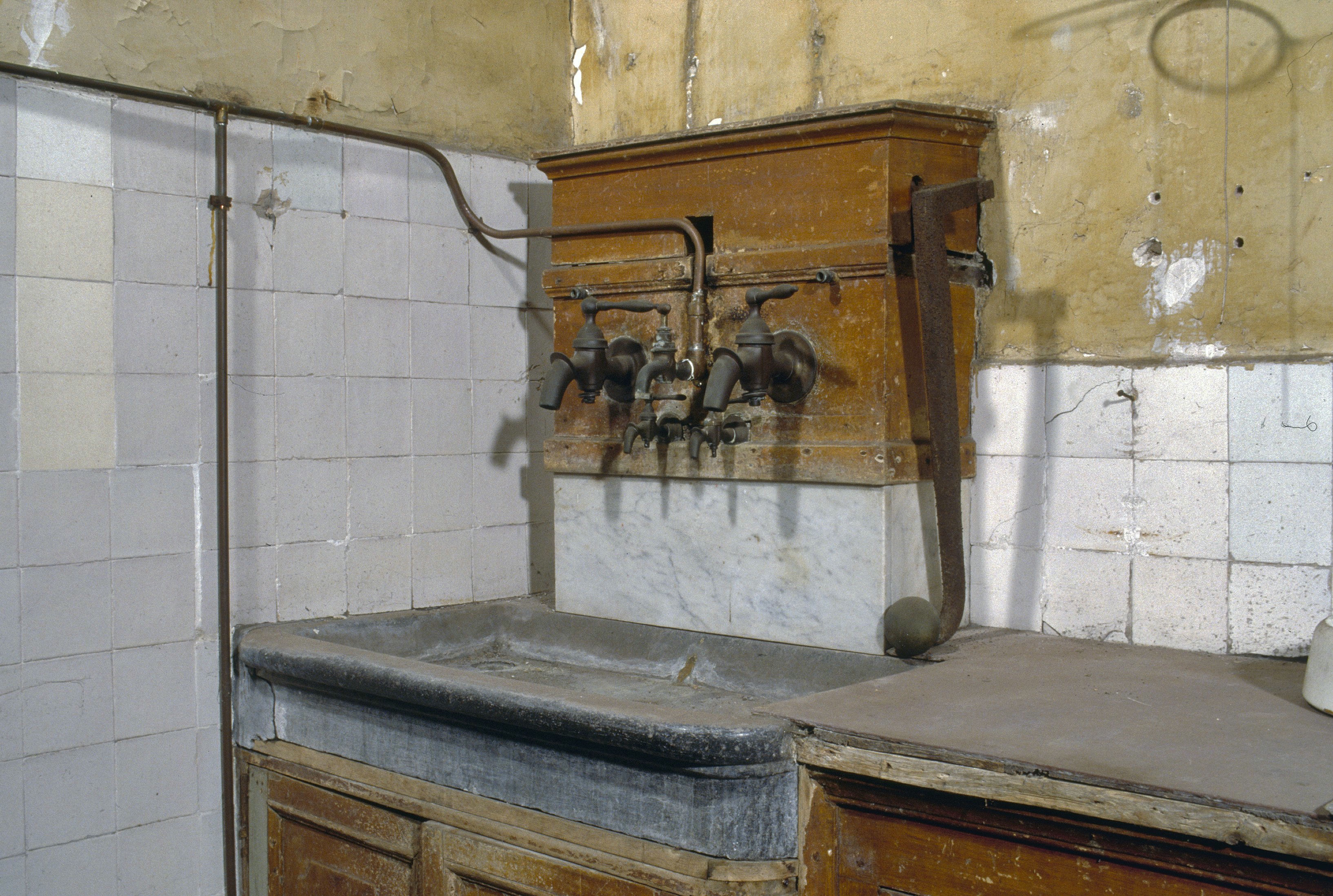
Antiek aanrecht met spoelbak, kranen en waterpomp

Het aanrecht (ook wel: de aanrecht) is de vaste werkplek (tafel of werkblad) in bijvoorbeeld een keuken. In het aanrecht bevindt zich meestal de gootsteen of spoelbak met daarboven een of meer waterkranen.

## Aanrechtblad
Het aanrechtblad kan van roestvast staal of van een hardgeperste kunststof toplaag op een ondergrond van watervastverlijmd multiplex zijn gemaakt. Natuursteen en terrazzo (granito) zijn eveneens goede materialen voor een aanrechtblad. Ook bladen met tegels afgewerkt en massief hardhouten bladen of geperst bamboe behoren tot mogelijkheden. Wanneer een kunststof aanrechtblad krassen heeft, kunnen deze met een autopolish vaak worden verwijderd.

## Aanrechttafel en aanrechtbank
Het Middelnederlandse woord aenrechten betekent opdissen van spijs en drank, maar ook wel klaarmaken, opdienen. Deze betekenis is tegenwoordig nog te herkennen in de zin 'een diner aanrichten'. Ook werden wel de variaties aenrecht tafel of rechtbank, aenrechte, aen-recht-tafel gebruikt.
Een aanrechtbank was een lange smalle tafel met kastjes in de keuken. Daarop werden gerechten klaargemaakt om ze daarna op te dienen. Een aanrechttafel was iets breder en bevatte geen kastjes. In de 19e eeuw werden in de spreektaal beide vaak rechtbank genoemd, later werd aanrecht het gewone woord. Dit kon zowel ‘aanrechtbank met gootsteen’ als ‘aanrechtblad’ betekenen.

## Materiaal voor aanrechtbladen

### Laminaat
Een kunststof keukenwerkblad bestaat uit 2 delen: ten eerste een basisdeel dat gemaakt is van multiplex of spaanplaat en ten tweede de bovenste laag die bestaat uit HPL (High Pressure Laminate) die op de eerste laag wordt gelijmd. HPL is een laminaatsoort die wordt gemaakt door het samenpersen onder hoge druk en temperatuur van cellulosevezels die gedrenkt zijn in een synthetische hars.
Een aanrechtblad van kunststof is verkrijgbaar in vele kleuren en designs, bijvoorbeeld een imitatie van hout of natuursteen. Het voordeel van een dergelijk werkblad is dan ook de grote designkeuze, de prijs en het feit dat het simpel te onderhouden is. Afnemen met een vochtig doekje is meestal al genoeg. Een nadeel van een aanrechtblad van laminaat is dat het hittegevoelig is en er dus geen pan op gezet kan worden. Ook kunnen er makkelijk krassen op ontstaan.

### Hout
Een massief houten werkblad wordt vaak voornamelijk vanwege zijn warme en natuurlijke uitstraling gekozen. Vooral de harde houtsoorten als beuken, eiken, teak of mahonie zijn krasbestendig. Hout is op zich poreus en dient in de keuken daarom goed behandeld te worden om schimmels e.d. te voorkomen. Het houten werkblad kan worden voorzien van een laagje vernis, het kan in de olie worden gezet of worden geïmpregneerd. Het onderhoud van een houten aanrechtblad is dan ook iets bewerkerlijker dan bijvoorbeeld een werkblad van graniet. Het moet regelmatig met olie worden behandeld om niet poreus te worden en om te voorkomen dat er vlekken op komen. Mochten er vlekken ontstaan, dan is het verstandig deze zo snel mogelijk te verwijderen. Hout is een natuurproduct en daarom lichtgevoelig. Verkleuringen kunnen optreden.
Teakhout is in vergelijking met de andere houtsoorten niet zo hard. Het voordeel van teak is dat het hout van nature veel olie bevat en daarom niet zo veel onderhoud verlangt.
Notenhout is een harde houtsoort. De kleur is zeer donker. Er zijn wenig kleurverschillen in het hout.
Beukenhout is weliswaar een harde houtsoort en minder poreus dan andere soorten, maar heeft - zeker in het begin - vaak olie nodig.
Eikenhout is hard en bezit een grove structuur. Tegenwoordig zijn er vele eiken werkbladen met een witte uitstraling, deze hebben een speciale white wash behandeling gehad.
Mahonie heeft een typische roodbruine kleur. Het is hard hout, dat in de loop der tijd zijn kleur langzaam naar een gouden bruin ziet veranderen.

### Natuursteen
Steeds meer werkbladen van natuursteen doen hun intrede in de moderne keuken. Voor het aanrechtblad wordt vaak graniet gebruikt. Graniet is bijzonder waterafstotend, uiterst hygiënisch en bestendig. De natuurlijke structuurverschillen maken ieder werkblad uniek. Afhankelijk van het uiterlijk en de samenstelling wordt graniet in veel verschillende prijsklassen aangeboden en verkocht.
Marmeren aanrechtbladen komen iets minder vaak voor. Het is niet erg waterafstotend en wordt daarom niet aanbevolen op plaatsen waar veel water terecht kan komen. Vervelende vlekken die niet meer weggaan zouden het resultaat kunnen zijn.
Leisteen is een exclusieve grondstof voor aanrechtbladen. Als leisteen wordt geïmpregneerd is het een bijzonder waterafstotend en ongevoelig materiaal. De structuur en donkere grijze tint geven de moderne keuken een chique uitstraling.

### Roestvast staal
Roestvast staal is ideaal voor het werken met levensmiddelen, kan goed tegen hitte en krast niet zo snel. In de professionele keukens wordt veel gebruikgemaakt van roestvrijstalen aanrechtbladen, maar ook in particuliere huishoudingen wordt vaak gebruikgemaakt van de voordelen die roestvrij staal heeft. Er zijn verschillende oppervlaktestructuren verkrijgbaar. Reinigen van roestvrijstalen werkbladen is simpel: een zachte doek en wat allesreiniger zijn normaal gesproken voldoende.

### Beton
Vrij nieuw als materiaal voor een aanrechtblad, maar steeds populairder is beton. Het wordt vloeibaar gemengd en in een houten vorm gegoten. Het oppervlak kan met was worden behandeld. Betonnen werkbladen kunnen tegen hitte en - als ze behandeld zijn - hebben ze met de meeste chemische middelen geen probleem. Een nadeel van betonnen aanrechtbladen kan zijn dat er makkelijker dan bij andere materialen een stukje van hoek of rand afbreekt.

## Inbouwapparaten
Aan het aanrecht worden de meeste keukenwerkzaamheden verricht, zoals: het prepareren van voedsel (het koken), het zetten van koffie en thee. Op het aanrecht worden van oorsprong ook het gebruikte kookgerei en het bestek, de afwas, gezet om het daarna af te wassen.
Apparaten die eventueel ingebouwd kunnen worden in het aanrecht of elders in een keuken worden geplaatst:
- fornuis
- koelkast
- kokend-water-kraan
- kooktoestel
- magnetron
- oven
- vaatwasmachine
- wasmachine

## Trivia
- Het aanrecht wordt traditioneel gezien als de werkplek van de huisvrouw. Vandaar de anti-emancipatorische "slogan": Het enige recht van de vrouw is het aanrecht.